# Конкорд (Илиноис)
Конкорд (енгл. Concord) град је у америчкој савезној држави Илиноис.

## Демографија
По попису из 2010. године број становника је 167, што је 9 (-5,1%) становника мање него 2000. године.
| Група             | 2000.       | 2010.        |
| Белци             | 173 (98,3%) | 167 (100,0%) |
| Афроамериканци    | 0 (0,0%)    | 0 (0,0%)     |
| Азијати           | 0 (0,0%)    | 0 (0,0%)     |
| Хиспаноамериканци | 0 (0,0%)    | 0 (0,0%)     |
| Укупно            | 176         | 167          |